# Barbara Smith
Barbara Smith (Cleveland, 16 de novembro de 1946) é uma feminista lésbica e socialista americana que desempenhou um papel significativo no feminismo negro nos Estados Unidos. Desde o início da década de 1970, atua como acadêmica, ativista, crítica, palestrante, autora e editora do pensamento feminista negro. Além disso, também deu aulas em várias universidades por 25 anos. Os ensaios, resenhas, artigos, contos e críticas literárias de Smith apareceram em várias periódicos, entre eles The New York Times, The Black Scholar, Ms., Gay Community News, The Guardian, The Village Voice, Conditions e The Nation. Ela tem uma irmã gêmea, Beverly Smith, que também é uma ativista feminista lésbica e escritora.

## Primeiros anos

### Infância
Filhas de Hilda Beall Smith, Barbara Smith e sua irmã gêmea, Beverly, nasceram em 16 de novembro de 1946 na cidade de Cleveland, em Ohio. Nascidas prematuramente, as duas gêmeas lutaram durante os primeiros meses de vida, embora Beverly tenha lutado particularmente depois de contrair pneumonia. A mãe trabalhou como auxiliar de enfermagem e depois balconista, então a avó das meninas atuou como cuidadora principal durante a infância, enquanto a mãe recebia uma renda. Em 1956, quando Barbara e Beverly tinham nove anos, sua mãe morreu de complicações cardíacas relacionadas à febre reumática infantil.
Embora a família Smith tivesse relativamente poucos recursos, sua avó, tias e mãe eram todas bem escolarizadas, especialmente para o nível de qualidade na educação que era acessível às mulheres negras nas décadas de 1940 e 1950. Sua avó e tias-avós ensinaram em escolas segregadas na região sul antes de se mudar para o norte, embora sua mãe fosse a única em sua família a receber um diploma universitário, um bacharelado em educação pela Universidade Estadual de Fort Valley.
Durante a maior parte de sua vida, Barbara teve pouco conhecimento de seu pai, Gartrell Smith, que se separou de Hilda antes do nascimento dos gêmeos. De acordo com a prima da mãe de Barbara, “Tia” Isabel, Hilda e Gartrell fugiram depois que os pais de Hilda desaprovaram o casamento.
Embora Barbara e sua irmã tenham crescido na Região Norte dos Estados Unidos, sua família manteve suas raízes e tradições rurais no sul da Geórgia. A família de sua mãe foi uma das milhões de famílias afro-americanas que participaram da Grande Migração na primeira metade do século XX para escapar do opressivo sistema de castas raciais do sul e melhorar suas condições econômicas. Barbara descreve sua identidade como a de uma mulher do sul e registra a experiência de sua família com intenso trauma racial neste estado como um catalisador para seu ativismo. Ao mesmo tempo, ela não isenta a região norte da intensa discriminação racial, documentando vários incidentes formativos de antinegritude que ela e sua irmã vivenciaram. Durante um desses incidentes, ela e a irmã trouxeram biscoitos caseiros para a aula de francês de verão, ministrada por uma mulher descaradamente racista. Nenhuma das crianças brancas da turma comeu nenhum dos biscoitos.

### Educação primária, secundária e acadêmica
Barbara Smith e sua irmã começaram o ensino primário na Escola Bolton Elementary, e se mudaram para a Robert Fulton Elementary durante a primera série. Smith atribui parcialmente seu sucesso acadêmico inicial à alta qualidade das escolas públicas que frequentou. Embora ela e sua irmã tenham sido selecionadas para uma escola especial para talentos acadêmicos na quarta série, sua família decidiu não mudar de escola para meninas logo após a morte de sua mãe.
No ensino secundário, Smith se destacou nas aulas de honra e AP e teve uma pontuação muito alta no PSAT. Suas notas e notas nos testes garantiram sua entrada no Mount Holyoke College em 1965, mas, cansada pela animosidade racial na faculdade, ela se transferiu para The New School de Pesquisas Sociais na cidade de Nova Iorque, onde estudou ciências sociais por um ano. Posteriormente, voltou para Mount Holyoke para seu último ano e se formou em 1969.
Após concluir a graduação no Mount Holyoke College, Smith fez mestrado em literatura na Universidade de Pittsburgh e formou-se em 1971. Em Pittsburgh, começou a se tornar ativa no movimento das mulheres e no movimento de libertação gay.
Em 1981, Smith completou tudo, exceto a dissertação de seus estudos de doutorado na Universidade de Connecticut.
Em 2015, a Universidade do Estado de Nova Iorque em Albany concedeu a Smith um doutorado honorário.

### Carreira precoce como ativista
Por ter crescido em uma sociedade profundamente segregada, Smith desenvolveu uma consciência política desde muito jovem. Como estudantes do ensino secundário, ela e sua irmã participaram de protestos pelos direitos civis centrados na dessegregação escolar. Durante esse tempo, Smith foi voluntária do capítulo de Cleveland do Congresso de Igualdade Racial (abreviado do inglês: CORE). Descreve o assassinato de Bruce Klunder, um ativista e ministro, como uma força catalisadora por trás de seu envolvimento com o movimento de Cleveland. Além disso, também assistiu a vários discursos de Martin Luther King Jr. e conheceu a ativista dos direitos civis Fannie Lou Hamer.
Em 1965, Smith matriculou-se na Faculdade Mount Holyoke, onde era uma das poucas alunas negras. Rapidamente se envolveu com o Grupo de Ações Civis, que, entre outras questões, estava envolvido na organização contra a Guerra do Vietnã. Embora Mount Holyoke não tivesse envolvida na organização social Estudantes para a Sociedade Democrática (em inglês: SDS) do campus, Smith e outros alunos de Mount Holyoke admiravam e imitavam os esforços do grupo. Durante seu período na New School de Pesquisas Sociais, Smith viajou para Chicago e participou dos protestos que acompanharam a Convenção Nacional Democrata.
Depois de se formar em Mount Holyoke, Smith fez uma pausa no ativismo da linha de frente, onde sentiu-se constrangida por sua identidade como mulher no movimento nacionalista negro.
Smith se manteve em Boston depois de receber um mestrado em literatura pela Universidade de Pittsburgh. O cargo de sua irmã Beverly na revista Ms. Magazine permitiu que Beverly obtivesse contatos críticos, e através da publicação, Barbara conheceu Margaret Sloan, uma das fundadoras do NBFO. Intrigada com a convocação para a Conferência Regional Leste do NBFO em 1974, Smith conversou com mulheres da área de Boston e fez contatos para criar uma organização da conferência em Boston.
Em 1975, junto com Beverly e Demita Frazier, um ativista de Chicago, Smith criou a organização da NBFO em Boston. Devido à falta de orientação da organização nacional, o capítulo de Boston teve uma natureza independente, decidindo como um grupo se concentra na conscientização e na organização de base que ajudasse as classes pobres e trabalhadoras da capital de Massachusetts.

## Atuação como ativista

### Coletivo Combahee River
Frustrada com a falta de comunicação da organização nacional, mas também percebendo que a política do capítulo de Boston era significativamente mais radical do que a do NBFO, o grupo decidiu se separar totalmente. Nomeada após uma operação militar bem-sucedida que Harriet Tubman liderou durante a Guerra Civil em um rio na Carolina do Sul, a organização negra feminista intitulada Coletivo Combahee River, agiu rapidamente para escrever um manifesto. O manifesto do Coletivo Combahee River descreveu os objetivos do grupo, mas também o identifica como uma organização feminista negra com consciência de classe e afirmação da sexualidade.
Como uma organização feminista negra socialista, o coletivo enfatizou as interseccionalidade da opressão das classes racial, gênero e heterossexista na vida dos afro-americanos e outras mulheres de cor. Como outras organizações feministas negras da época, Combahee articulou "muitas das preocupações específicas das mulheres negras, desde a raiva dos homens negros por namorar e casar com mulheres brancas, até o conflito interno sobre a cor da pele, textura do cabelo e características faciais, até as diferenças entre a mobilidade das mulheres brancas e negras (...) também atacando o mito da matriarca negra e representações estereotipadas de mulheres negras na cultura popular." O coletivo também trabalhou em questões como "direitos reprodutivos, estupro, reforma prisional, abuso de esterilização, violência contra mulheres, assistência médica e racismo dentro do movimento de mulheres brancas". Foi deliberadamente estruturada para evitar a hierarquia e dar aos membros um senso de igualdade; Smith citou essa estrutura como essencial para garantir que o feminismo negro sobrevivesse "como um movimento radical". Os membros do Combahee organizaram retiros para discutir questões dentro da Declaração, formas de incorporar o feminismo negro na consciência das mulheres negras e questões urgentes em suas próprias comunidades. Mas a organização perdeu força quando as conversas sobre lesbianismo e avanço educacional alienaram alguns membros. Como resultado de conflitos de liderança e disputas interpessoais, a adesão de Combahee diminuiu. A última reunião foi em fevereiro de 1980.

### Kitchen Table: Women of Color Press
Entusiasta da literatura e escrita americana, Smith estudou inglês durante toda a vida escolar. Depois de se encantar com o romance Go Tell It on the Mountain, do escritor James Baldwin, resolveu se tornar uma escritora expatriada, mas devido ao seu interesse por movimentos sociais na década de 1960, resignou-se a estudar literatura em casa. Posteriormente, concluiu sua pós-graduação em literatura na tentativa de encontrar escritoras negras, mas aceitou o fato de que o cânone literário americano não incluía mulheres negras. Depois de ler em um artigo Ms, que Alice Walker daria um curso sobre escritoras afro-americanas, Smith se matriculou e prometeu ensinar escritoras negras sempre que ensinasse. Ela começou a fazer isso no Emerson College em 1973.
Desanimada com o fato de as obras disponíveis por escritores negros apresentarem com destaque as experiências dos homens, Smith fundou o projeto de material feminista Kitchen Table: Women of Color Press por sugestão de sua amiga Audre Lorde. Fundada em 1980 em Boston, a Kitchen Table mudou-se para Nova Yorqueork em 1981. Em colaboração com Lorde, Cherríe Moraga, Hattie Gossett, Susan L. Yung, June Jordan e Gloria Anzaldúa, Smith publicou vários panfletos e livros que passaram a ser adotados em estudos étnicos, estudos femininos, estudos queer e estudos negros programas, como Home Girls: A Black Feminist Anthology, This Bridge Called My Back, Cuentos: Stories by Latinas, e I Am Your Sister: Black Women Organizing Across Sexualities. Smith disse que o legado da Kitchen Table está na publicação contemporânea, já que mulheres negras escritoras como Walker e Toni Morrison entraram no cânone literário americano, além de influenciar os estudos feministas a incorporar a interseccionalidade como uma lente de investigação.
Smith continuou a escrever e produzir uma coleção de seus ensaios, artigos e críticas após o término de seu envolvimento em Kitchen Table. Seu artigo "Toward a Black Feminist Criticism" (1977), publicado pela primeira vez na revista Conditions, é citado como "a primeira declaração explícita da crítica feminista negra", como "fundamental",  e "inovador".

### Feminismo
Smith foi a primeira acadêmica a cunhar o termo "política identitária", que ela usou para descrever os modos de identidade que se cruzam e que criam formas únicas de opressão para mulheres de cor, especialmente mulheres lésbicas negras. A partir dessa concepção de política identitária, Kimberlé Crenshaw desenvolveu a ideia de interseccionalidade que ganhou popularidade e reconhecimento nos últimos vinte anos. Smith criticou a segunda onda do feminismo por muitas vezes negligenciar e às vezes excluir intencionalmente as experiências das mulheres negras. Se o feminismo não incluía todas as mulheres, afirmou ela, não era tanto feminismo quanto "autoengrandecimento feminino".
Em conjunto com a política identitária, Smith criou a crítica feminista negra. Em sua peça inovadora "Toward a Black Feminist Criticism", Smith identifica a rica tradição literária das mulheres afrodescendentes na América. Ela afirma que essas autoras negras foram amplamente ignoradas na história literária. Quando não foram abertamente ignorados, foram desvalorizados e despojados de significado político e feminista. Como não havia movimento político para o feminismo negro, o trabalho das mulheres negras foi relegado à literatura afro-americana e despojado de uma análise de sexo ou gênero, o que significa que todos os trabalhos que definiam o "feminismo" na época o relacionavam apenas à experiência das mulheres brancas. Além de fornecer uma estrutura teórica para avaliar a literatura de mulheres negras, Smith também foi talvez a força mais influente na popularização de autoras como Alice Walker, Toni Morrison, Amy Tan e outras autoras negras por meio de seu material feminista Kitchen Table: Women of Color Press.
Como lésbica, a abordagem interseccional de Smith ao feminismo estendeu-se além da raça e do gênero para a sexualidade. Ela foi a primeira acadêmica a identificar um corpo de literatura feminista lésbica negra, embora tenha separado o lesbianismo de uma identidade política. Durante as décadas de 1970, 1980 e 1990, Smith atuou nos movimentos pelos direitos LGBT, mas ficou desiludida com a falta de complexidade do movimento, que ela sentiu girar em torno de questões únicas como casamento gay e "cultura de celebridades". Os principais movimentos LGBT centraram a experiência dos gays brancos, ignorando a opressão agravada enfrentada por pessoas queer de cor. Desde então, Smith tem preferido o ativismo LGBT multiproblema que aborda a opressão enfrentada por aqueles que são mais marginalizados na sociedade.

## Últimos anos

### Escritório público em Albany
Continuando seu trabalho como organizadora comunitária, Smith foi eleita para o conselho municipal de Albany, capital do estado de Nova Iorque em 2005, representando Ward 4, e reeleita em 2009. Ela também trabalhou durante este período com David Kaczynski no New Yorkers for Alternatives to the Death Penalty em soluções inovadoras para crimes violentos. Durante seus dois mandatos no conselho municipal de Albany, Smith foi ativa em questões de desenvolvimento juvenil, prevenção da violência e oportunidades educacionais para pessoas pobres, minoritárias e carentes.

### Realizações profissionais
Smith continuou a dar palestras e palestras. Ela doou seus papéis para o Lesbian Herstory Archives no Brooklyn, distrito do estado de Nova Iorque, e deu histórias orais de sua vida para a Universidade COlumbia e Smith College. Ela apareceu no documentário de Marlon Riggs, de 1994, Black Is ... Black Ain', e no documentário de 2013 da PBS e AOL, intitulado Makers: Women Who Make America. Em 2 de fevereiro de 2017, fez um discurso no Claiming Williams, "um evento anual onde a comunidade do campus se reúne para discutir questões de raça, gênero, identidade, religião e comunidade". Reivindicar Williams é "dia de coragem moral" no Williams College. Smith disse que "assumir posição elevada, ser honesta e decidir fazer algo que é objetivamente assustadora" são componentes-chave da coragem moral.
Smith foi membro do Instituto Bunting do Radcliffe College em 1996, e recebeu o prêmio Stonewall de 1994 por seu ativismo. Ela recebeu o Prêmio de Direitos Humanos da Church Women United em 2000 e foi indicada ao Prêmio Nobel da Paz em 2005.
Smith é um ativista contra a islamofobia. Ela criou um site intitulado "Stop Islamophobia" para demonstrar apoio aos imigrantes e refugiados.
O episódio 3 da sexta temporada do podcast Making Gay History, lançado em 2019, foi sobre Barbara Smith.
Em fevereiro de 2020, Smith apoiou a candidatura de Bernie Sanders para presidente dos Estados Unidos nas primárias do Partido Democrata.
Em junho de 2020, em homenagem ao 50.º aniversário da primeira parada do orgulho LGBTQ, Queerty a nomeou entre os 50 heróis "liderando a nação rumo à igualdade, aceitação e dignidade para todas as pessoas".

### Prêmios e honrarias
- Prêmio Harriet Tubman Lifetime Achievement do Fórum de Políticas Afro-Americanas (2017)[53]
- Lambda Literary Award: Publishing Professional Award[54]
- Alumnae Association of Mount Holyoke College Achievement Award[55]
- Prêmio Sesquicentenário da Mount Holyoke College Alumnae Association[56]
- Nomeação para o Prêmio Nobel da Paz (2005)[55]
- Membro do Bunting Institute of Radcliffe College[55]
- Bolsista residente no Schomburg Center for Research in Black Culture (1995–1996)[56]
- Prêmio de Direitos Humanos da Church Women United (2000)[55]
- Prêmio Stonewall por serviços prestados à comunidade lésbica e gay (1994)[57]
- O Prêmio David R Kessler para Estudos Lésbicos e Gays: CLAGS: O Centro de Estudos LGBTQ (1994)[58]

### Projeto de fundo voluntário
Como alguém que pratica o que prega e se comprometeu com uma "vida inteira de trabalho e luta", Smith não tem acesso ao fundo de aposentadoria tradicional. No entanto, o projeto de fundo voluntário Smith Caring Circle ajuda nas questões financeiras, sendo que as pessoas podem realizar contribuições mensais em benefício ao trabalho da ativista.

## Obras publicadas
- Bethel, Lorraine e Barbara Smith (eds). Conditions: Five, The Black Women's Issue 2 (em inglês), n. 2 (outono de 1979).
- Bulkin, Elly, Minnie Bruce Pratt e Barbara Smith. Yours in Struggle: Three Feminist Perspectives on Anti-Semitism and Racism (em inglês). Ithaca, NY: Firebrand Books, 1984, 1988.
- Hull, Gloria T., Patricia Bell Scott e Barbara Smith (eds). All the Women Are White, All the Blacks Are Men, But Some of Us Are Brave: Black Women's Studies (em inglês). Nova York: The Feminist Press da Universidade da Cidade de Nova Iorque, 1982.
- Jones, Alethia e Virginia Eubanks, editores. Com Bárbara Smith. Ain't Gonna Let Nobody Turn Me Around: Forth Years of Movement Building with Barbara Smith (em inglês). Prefácio de Robin DG Kelley. SUNY Press, 2014.
- Mankiller, Wilma, Gwendolyn Mink, Marysa Navarro, Barbara Smith e Gloria Steinem (eds). The Reader's Companion to US Women's History (em inglês). Boston e Nova York: Houghton Mifflin, 1998.
- Moraga, Cherrie e Smith, Barbara. "Lesbian Literature: A Third World Feminist Perspective" em Margaret Cruikshank, editora, Lesbian Studies: Present and Future (em inglês). Old Westbury, NY: Feminist Press, 1982.[61]
- Smith, Barbara (outubro de 1977). «Toward A Black Feminist Literary Criticism». Conditions (em inglês). 1 (2): 25–44. Republicado «Towards a Black Feminist Criticism». The Radical Teacher. 7: 20–27. 1978,[29][30][31]
- Smith, Bárbara e Beverly Smith. "Across the Kitchen Table: A Sister-to-Sister Dialogue." Em Cherríe Moraga e Gloria Anzaldúa (eds), This Bridge Called My Back: Writings by Radical Women of Color (em inglês). Watertown, Massachusetts: Persephone Press, 1981.
- SMITH, Bárbara. "'Feisty Characters’ and ‘Other People's Causes’: Memories of White Racism and U.S. Feminism." Rachel Blau DuPlessis e Ann Snitow, editores, The Feminist Memoir Project: Voices from Women's Liberation (em inglês). Nova Iorque: Crown Publishing, 1998.
- Smith, Bárbara, ed. Home Girls: A Black Feminist Anthology (em inglês). Nova Iorque: Kitchen Table: Women of Color Press, 1983.
- SMITH, Bárbara. Writings on Race, Gender, and Freedom: The Truth that Never Hurts (em inglês). Nova Jersey: Rutgers University Press, 1998.
- SMITH, Bárbara. "Where Has Gay Liberation Gone? An Interview with Barbara Smith." Amy Gluckman e Betsy Reed (eds), Homo Economics: Capitalism, Community, and Lesbian and Gay Life (em inglês). Nova Iorque e Londres: Routledge, 1997.